# Teodoro de Marsella
Teodoro de Marsella (Marsella, s. VI - 591) fue obispo franco, venerado como santo por diversas confesiones cristianas. 

## Hagiografía
Teodoro fue obispo de Marsella desde 582. Gondovaldo, que se llamaba hijo del rey Clotario I desembarcó en Marsella proveniente de Constantinopla;
,  y Teodoro le proporcionó caballos para que pudiese ir al encuentro del duque Múmmol, al servicio de Childeberto II. Su actitud de lealtad al austrasiano representaba un obstáculo a los planes de Dinamio de Marsella que, con Gontran Boson, duque de Auvernia, hizo detener al obispo, acusándole de haber ayudado al extranjero por poner el reino bajo la dominación bizantina. Teodoro fue llevado ante Gontran, con el obispo Epifanio de Pavia que, en su paso por Marsella, también fue acusado de los mismos cargos. Un sínodo a Mâcon, en 585, le tenía que condenar en el exilio pero no lo hizo y volvió a Marsella, donde fue recibido triunfalmente por su pueblo. Mientras tanto, Dinamio se había apoderado de toda la ciudad y alrededores y se rebeló abiertamente contra Childeberto. En junio de 591, una carta del papa Gregorio Magno confía a Teodoro que repare la falta hecha por algunos presbíteros que habían bautizado judíos en la fuerza. El papa le exhorta a predicar a los judíos para que se convirtieran convencidos.